# Società Sportiva Sutor 2010-2011
Questa voce raccoglie le informazioni riguardanti la Società Sportiva Sutor nelle competizioni ufficiali della stagione 2010-2011.

## Verdetti
- Serie A: stagione regolare: 13º posto su 16 squadre (11-19);
- Coppa Italia: sconfitta alle semifinali da Siena con il punteggio di 80-67 dopo avere superato Bologna (83-67) ai quarti di finale.

## Stagione
La stagione 2010-2011 della Società Sportiva Sutor, sponsorizzata Fabi Shoes, è la 5ª nel massimo campionato italiano di pallacanestro.
All'inizio della nuova stagione la Lega Basket decise di modificare il regolamento riguardo al numero di giocatori stranieri da schierare contemporaneamente in campo. Si decise così di optare per la scelta della formula con 5 giocatori stranieri di cui massimo 3 non appartenenti a Paesi appartenenti alla FIBA Europe.

## Roster
| Giocatori |
| --------- |

|    | Naz.                                       | Ruolo | Sportivo           | Anno | Alt. | Peso |  |
| -- | ------------------------------------------ | ----- | ------------------ | ---- | ---- | ---- |  |
| 5  | Stati Uniti (bandiera)                     | C     | Sharrod Ford       | 1982 | 206  | 110  |  |
| 9  | Italia (bandiera)                          | A     | Michele Antonutti  | 1986 | 202  | 80   |  |
| 10 | Italia (bandiera)                          | P     | Daniele Cavaliero  | 1984 | 188  | 83   |  |
| 13 | Stati Uniti (bandiera) · Italia (bandiera) | P     | Anthony Maestranzi | 1984 | 178  | 75   |  |
| 15 | Stati Uniti (bandiera)                     | G     | Allan Ray          | 1984 | 188  | 86   |  |
| 20 | Italia (bandiera)                          | P     | Andrea Cinciarini  | 1986 | 190  | 86   |  |
| 44 | Bulgaria (bandiera)                        | AG    | Dejan Ivanov       | 1986 | 205  | 103  |  |
| -  | Italia (bandiera)                          | A     | Tommaso Fenati     | 1993 | 202  |      |  |
| -  | Italia (bandiera)                          | AP    | Cristiano Nasini   | 1991 | 195  | 80   |  |
| -  | Italia (bandiera)                          | P     | Riccardo Lupetti   | 1991 | 175  | 70   |  |
| -  | Italia (bandiera)                          | C     | Leonardo Lupi      | 1992 | 205  | 100  |  |

| Staff tecnico                                                                           |
| --------------------------------------------------------------------------------------- |
| Allenatore: Stefano Pillastrini (fino al 25 aprile), poi Sharon Drucker (dal 25 aprile) |

 Legabasket: Dettaglio statistico (archiviato dall'url originale il 14 aprile 2012).
| Giocatori acquisiti a stagione in corso |
| --------------------------------------- |

|    | Naz.                                        | Ruolo | Sportivo                       | Anno | Alt. | Peso |  |
| -- | ------------------------------------------- | ----- | ------------------------------ | ---- | ---- | ---- |  |
| -  | Serbia (bandiera)                           | C     | Dejan Musli dal 10 febbraio    | 1991 | 212  | 102  |  |
| 22 | Stati Uniti (bandiera)                      | G     | Ryan Toolson dal 28 febbraio   | 1985 | 192  | 90   |  |
| 11 | Stati Uniti (bandiera) · Georgia (bandiera) | P     | Shammond Williams dal 24 marzo | 1985 | 192  | 90   |  |
| 14 | Italia (bandiera)                           | AG    | Valerio Mazzola dal 28 marzo   | 1988 | 205  | 96   |  |
| 24 | Stati Uniti (bandiera)                      | AG    | P.J. Tucker dal 29 aprile      | 1985 | 196  | 102  |  |

| Giocatori ceduti a stagione in corso |
| ------------------------------------ |

|    | Naz.                   | Ruolo | Sportivo                          | Anno | Alt. | Peso |  |
| -- | ---------------------- | ----- | --------------------------------- | ---- | ---- | ---- |  |
| 6  | Stati Uniti (bandiera) | A     | Bobby Jones fino al 3 marzo       | 1984 | 201  | 98   |  |
| 21 | Belgio (bandiera)      | AG    | Kristof Ongenaet fino al 10 marzo | 1985 | 203  | 100  |  |
| -  | Serbia (bandiera)      | C     | Dejan Musli fino al 24 marzo      | 1991 | 212  | 102  |  |
| 19 | Italia (bandiera)      | C     | Matteo Canavesi fino al 31 marzo  | 1986 | 204  | 92   |  |
| 22 | Stati Uniti (bandiera) | G     | Ryan Toolson fino al 26 aprile    | 1985 | 192  | 90   |  |

## Mercato

### Sessione estiva
| Acquisti | Acquisti            | Acquisti       | Acquisti      | Acquisti |
| R.       | Nome                | da             | Modalità      |          |
| -------- | ------------------- | -------------- | ------------- | -------- |
| C        | Sharrod Ford        | B.C. Ferrara   | definitivo    |          |
| G        | Allan Ray           | Free agent     | definitivo    |          |
| A        | Bobby Jones         | Teramo Basket  | definitivo    |          |
| AG       | Kristof Ongenaet    | Liegi          | fine prestito |          |
| C        | Matteo Canavesi     | Pistoia Basket | fine prestito |          |
| AC       | Giorgio Piunti      | Stamura Ancona | fine prestito |          |
| ALL      | Stefano Pillastrini | Pall. Varese   | definitivo    |          |

| Cessioni | Cessioni             | Cessioni          | Cessioni       |
| R.       | Nome                 | a                 | Modalità       |
| -------- | -------------------- | ----------------- | -------------- |
| C        | Greg Brunner         | Pall. Treviso     | fine contratto |
| AC       | Giorgio Piunti       | Virtus civitanova | prestito       |
| AG       | Marquinhos           | Pinheiros         | fine contratto |
| C        | Luca Lechthaler      | Mens Sana Siena   | fine prestito  |
| A        | Demián Filloy        | Crabs Rimini      | prestito       |
| G        | Dīmītrīs Tsaldarīs   | Dinamo Sassari    | fine contratto |
| ALL      | Fabrizio Frates      | Pall. Reggiana    | fine contratto |
| ALL      | Massimiliano Menetti | Pall. Reggiana    | fine contratto |